# Chojniczanka Chojnice
Chojniczanka Chojnice is een Poolse voetbalclub uit Chojnice. De club werd in 1930 opgericht als KS Chojnice en nam in 1992 de huidige naam aan.
Arka Gdynia ·
Bruk-Bet Termalica Nieciecza · 
Chrobry Głogów ·
GKS 71 Tychy ·
Górnik Łęczna ·
Kotwica Kołobrzeg · 
ŁKS Łódź ·
Miedź Legnica ·
Odra Opole ·
Pogoń Siedlce · 
Polonia Warschau · 
Ruch Chorzów ·
Stal Rzeszów ·
Stal Stalowa Wola ·
Wisła Kraków ·
Wisła Płock ·
Warta Poznań ·
Znicz Pruszków

Górnik Łęczna ·